# Sargfabrik (Wien)

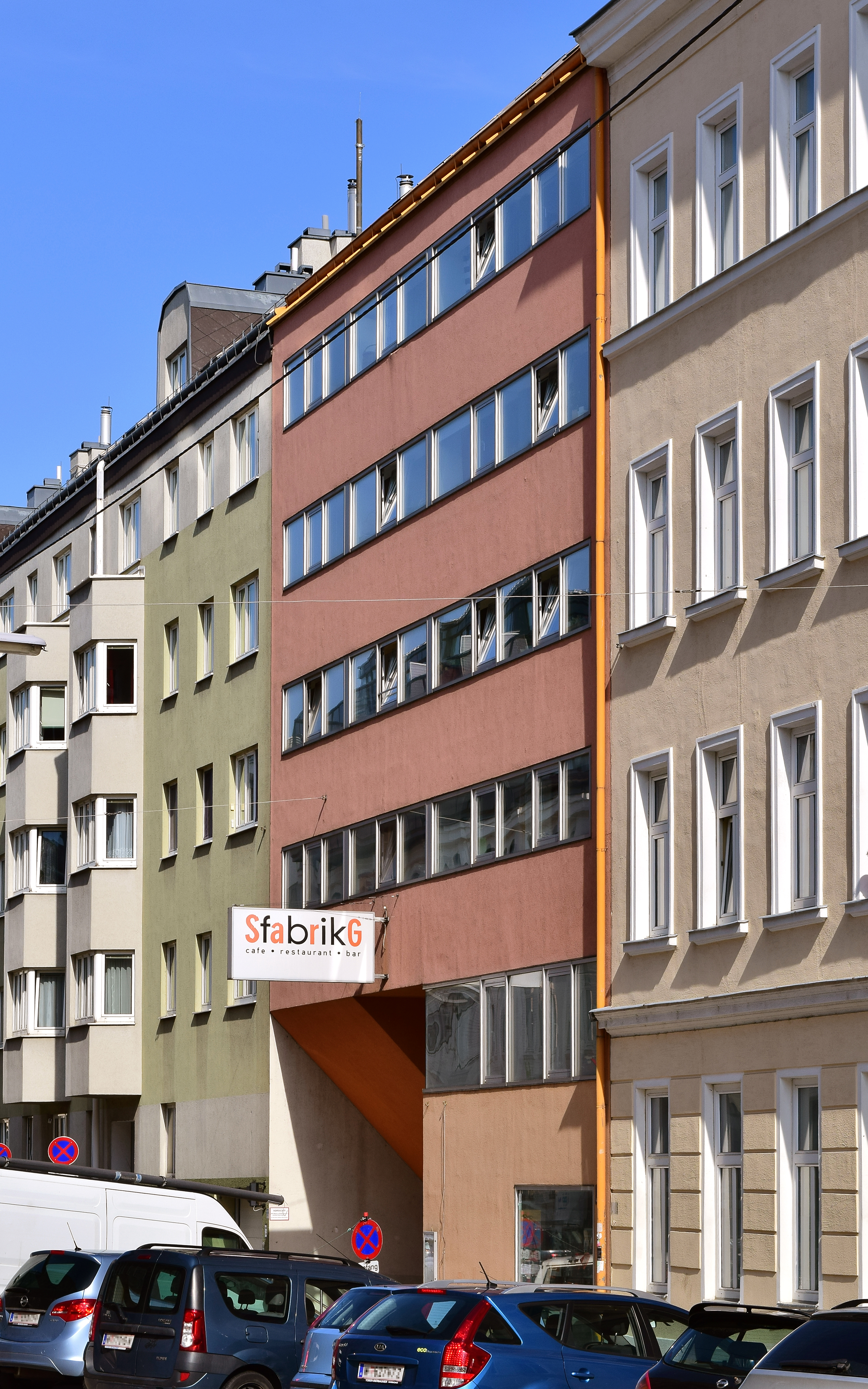
Außenansicht in der Goldschlagstraße

Die Sargfabrik, auch Wohnheim Matznergasse genannt, ist das größte selbstverwaltete und selbstinitiierte Wohnprojekt Österreichs. Initiiert vom Verein für Integrative Lebensgestaltung und geplant vom Architekturbüro BKK-2, wurde sie im Herbst 1996 in der Goldschlagstraße 169 im 14. Wiener Gemeindebezirk eröffnet. Im Jahr 2000 erfolgte mit der Miss Sargfabrik in der Missindorfstraße 10 eine Erweiterung. Das Projekt wurde mit Architektenpreisen ausgezeichnet und findet international als Ausnahmeprojekt in Sachen innovatives Wohnen Anerkennung.

## Entstehungsgeschichte
Im Herbst 1986 fanden sich rund 30 Menschen zusammen, die mit dem zu teuren und auf Kleinfamilien ausgerichteten Wohnungsmarkt unzufrieden waren. Um ihre Vorstellungen von einem gemeinschaftlichen Wohnungsverband, der verschiedenen Lebensmodellen und kulturellen Möglichkeiten Platz bieten würde, zu verwirklichen, gründeten sie den Verein für Integrative Lebensgestaltung – VIL (bis April 1988 mit dem vorangestellten Beinamen Utopisches Zentrum). Zu den gemeinsam ausdiskutierten Wünschen zählten beispielsweise Gemeinschaftsräume, die aufgrund hochwertiger Ausstattung tatsächlich für das Miteinander genutzt werden, sowie deren teilweise Öffnung für die übrige Bevölkerung des Bezirkes und der Stadt, flexibel gestaltbare Wohneinheiten und eine Durchmischung der Bewohner in jeder Hinsicht (Alter, Kultur, Lebensform etc.), dabei sollten auch behinderte und sozial benachteiligte Menschen integriert werden. Ebenso waren eine rollstuhlgerechte Bauweise und die Berücksichtigung ökologischer Gesichtspunkte von Anfang an vorgesehen. Nachdem sich kein geeigneter Bauträger finden ließ, übernahm der VIL selbst die Funktion des Bauherrn. In dieser Rolle arbeitete der Verein eng mit den Architekten Franz Sumnitsch und Johnny Winter vom Architekturbüro BKK-2 zusammen.

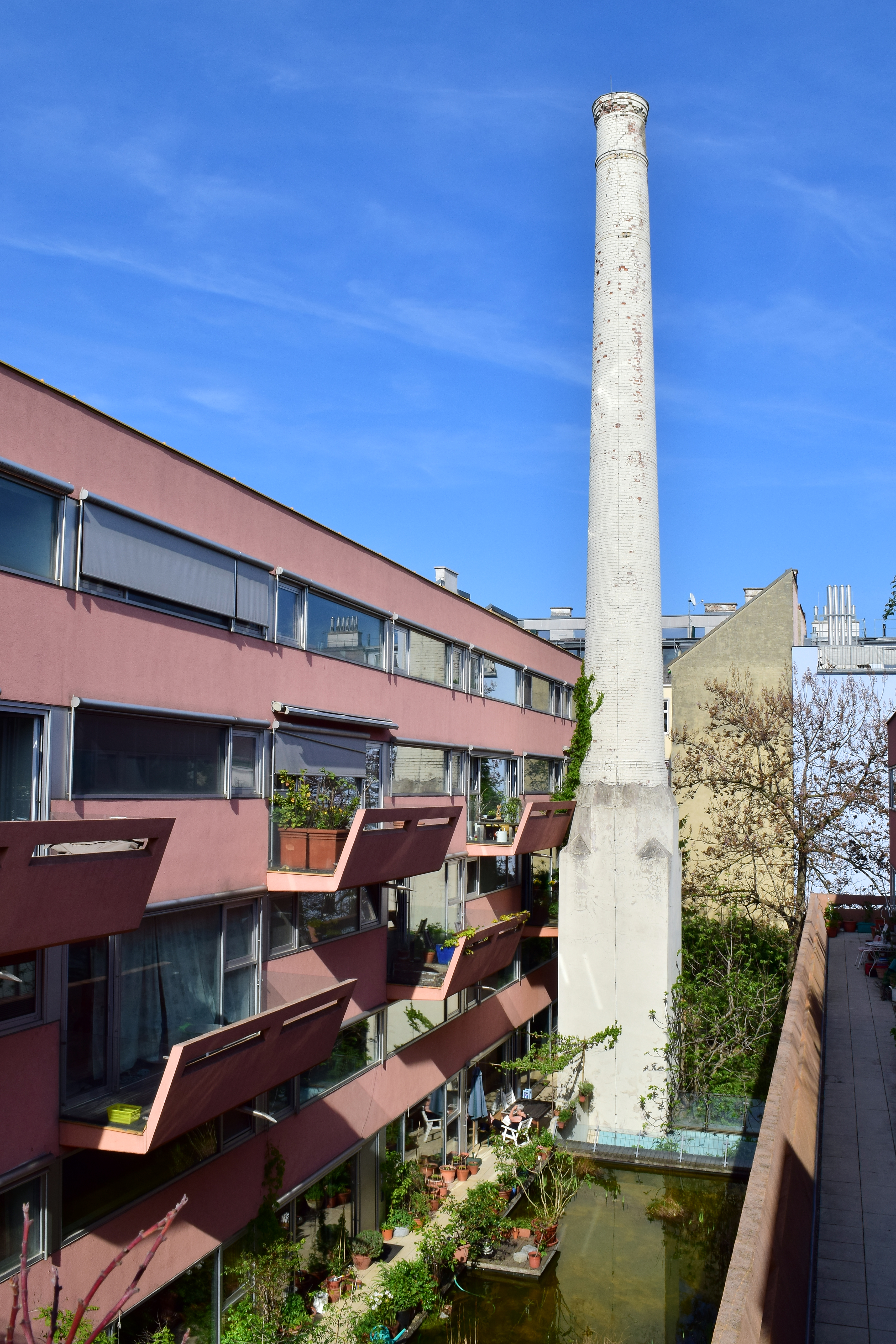
Die aus der flächigen Fassade wie herausgeklappt wirkenden Balkone sind für die Sargfabrik charakteristisch, dahinter der Schornstein der ehemaligen Sargfabrik.

Im Mai 1989 kauften sie die Ende des 19. Jahrhunderts errichtete und seit 1970 dem Verfall preisgegebene Sargfabrik Maschner & Söhne in der Goldschlagstraße 169 um 13 Millionen Schilling. Sie war einst die größte Sargtischlerei Österreich-Ungarns, in der etwa auch die Särge von Kaiserin Elisabeth oder Franz Liszt hergestellt wurden. Bis zum Baubeginn wurde die alte Sargfabrik nun von einer Künstlergruppe um Kurt Palm genutzt, so hatte Hermes Phettberg hier 1991 seine erste Rolle als Schauspieler mit der alternativen Theatergruppe Sparverein „Die Unzertrennlichen“.
Erste Pläne des VIL, wonach die alten Backsteingebäude adaptiert werden sollten, scheiterten in der Bauverhandlung 1992 am Einspruch der Anrainer, was jedoch im Nachhinein aus ökologischen und finanziellen Gründen als Glücksfall gesehen wird. Beim schließlich auf 7750 m² errichteten Neubau wurde der Grundriss der alten Fabriksgebäude beibehalten, ansonsten erinnern nur ein hoher Schornstein im Hof und der Name an die einstige Sargfabrik. Bei mindestens drei Besprechungstreffen pro Wohneinheit konnten die zukünftigen Bewohner sämtliche Details mitbestimmen. Zusätzlich wurde das an das Grundstück angrenzende ehemalige Zinshaus Matznergasse 8 saniert und in das Projekt miteinbezogen. Die Bauarbeiten begannen 1994. Im Herbst 1996 bezogen rund 110 Erwachsene und 45 Kinder und Jugendliche die 73 als Boxen bezeichneten Wohnungen, darunter eine rund 400 m² große Wohngemeinschaft.
Aufgrund der großen Nachfrage nach freien Wohnungen in der Sargfabrik, nicht zuletzt aber auch aufgrund der funktionierenden Organisation innerhalb des Projektes, planten die Architekten von BKK-2, nunmehr umbenannt in BKK-3, 1998 eine Erweiterung des Projektes um 3000 m². Deren Name, Miss Sargfabrik, leitet sich vom Standort in der Missindorfstraße 10 ab. In die Planung flossen die Erfahrungen der bisherigen Sargfabrik-Bewohner ein, die eigens dafür analysiert wurden. Die Bauarbeiten begannen im Mai 1999, im September 2000 waren die 39 Wohneinheiten der Miss Sargfabrik bezugsfertig. Auch das Architekturbüro eröffnete hier seinen neuen Sitz.

## Lage und Architektur

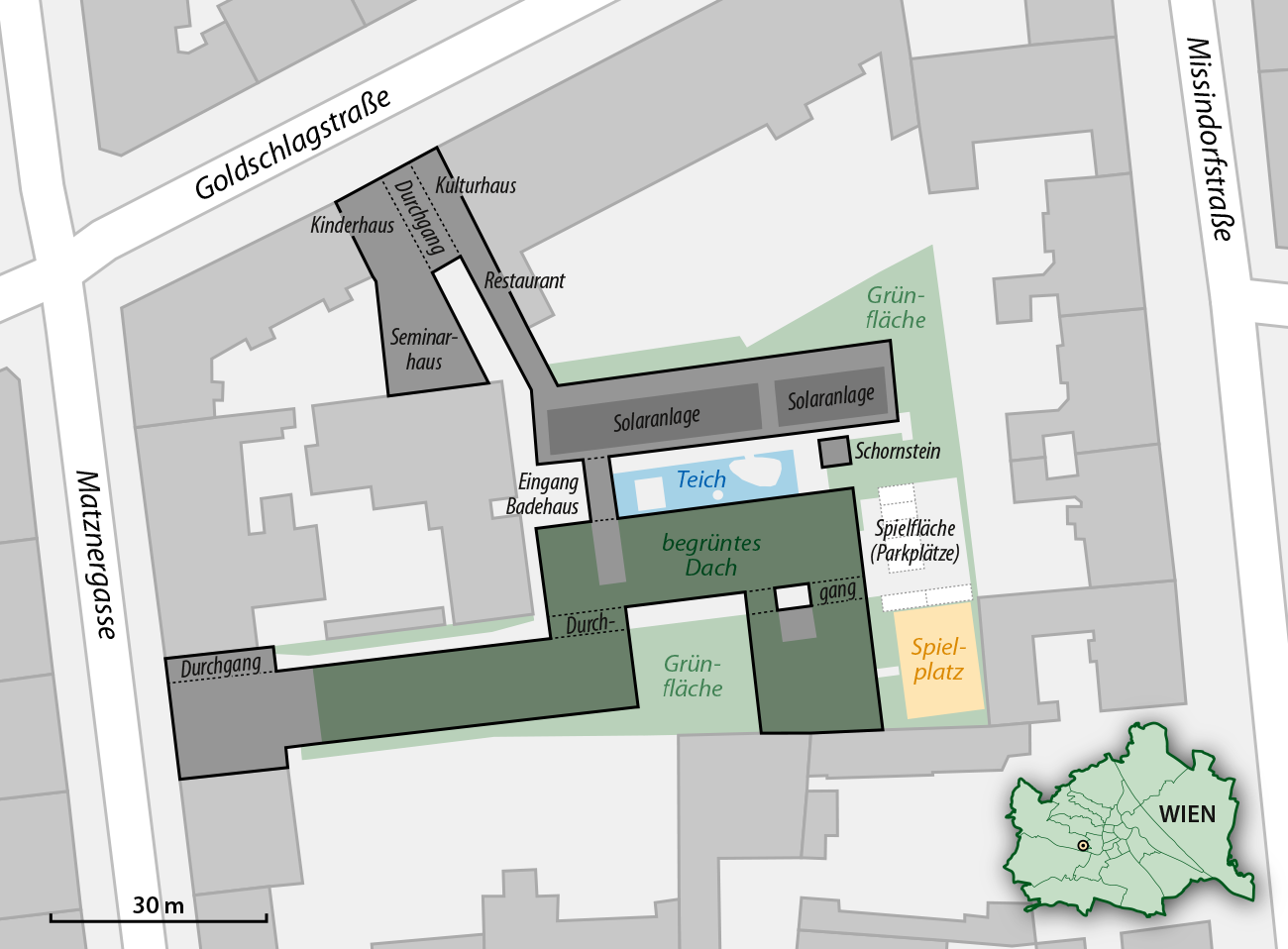
Grundriss der Sargfabrik

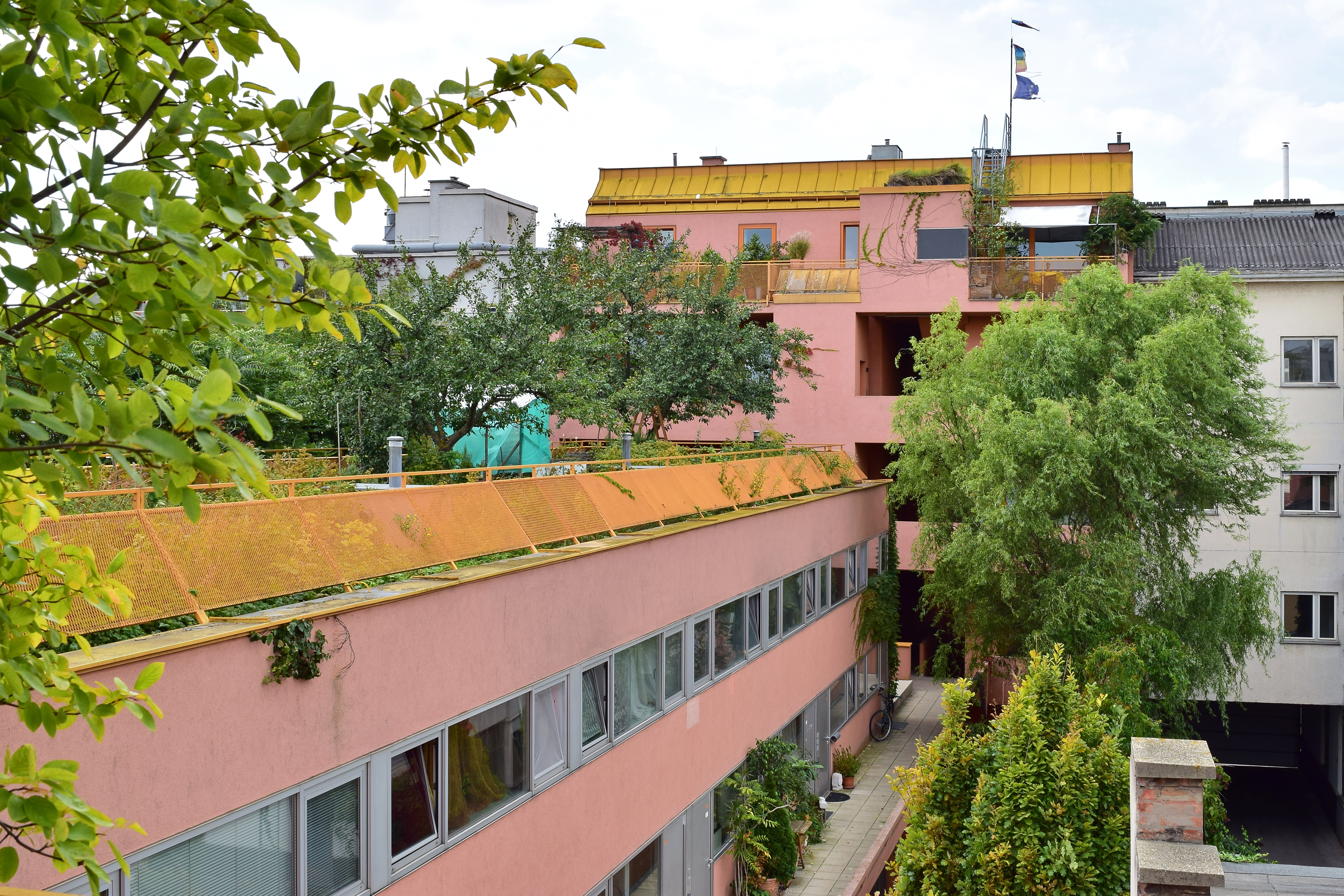
Links der mit Bäumen bewachsene Dachgarten, unten einer der Laubengänge, im Hintergrund das ins Projekt miteinbezogene ehemalige Zinshaus in der Matznergasse

Die Sargfabrik und die Miss Sargfabrik befinden sich in einem von Hinterhofgewerbe und Kleinindustrie geprägten, klassischen Wohnbezirk im Westen Wiens mit verdichteter Blockrandbebauung. Sie liegen in einer verkehrsberuhigten Zone (Tempo 30) und sind gut an den öffentlichen Verkehr angeschlossen. Beide Bauten sind Niedrigenergiehäuser, zudem werden die Gemeinschaftseinrichtungen mit Ökostrom versorgt. Sie erfüllen die Kriterien für Mehrgenerationenhäuser sowie verkehrsberuhigte Stadtquartiere.

### Sargfabrik
Das Ausmaß des Grundstückes beträgt 0,47 ha. Von außen ist die Größe der Sargfabrik nicht erkennbar, nur schmale, farblich in orange gehaltenen Fronten heben sich von den Gründerzeithäusern und Gemeindebauten der Goldschlagstraße und der Matznergasse ab. In der Goldschlagstraße befindet sich straßenseitig links der Stiegenabgang ins Kulturzentrum, daneben bilden das großflächig verglaste Restaurant, das Kinderhaus und das Seminarhaus einen Durchgang ins Innere der Sargfabrik. Ebenfalls in dem straßenseitigen Gebäudeteil sind die Büros des VIL untergebracht. Anschließend öffnet sich linker Hand zwischen zwei von drei Gebäudeflügeln ein Hof mit einem bepflanzten und rundum mit Sitzgelegenheiten versehenen Teich, welcher zugleich das Dach des darunter befindlichen Badehauses ist. Dahinter ragt der weiß gestrichene Schornstein aus Backsteinmauerwerk in die Höhe. Die Wohnungen der ein bis sechs Stockwerke hohen Gebäudeteile werden durch massive offene Stiegenhäuser und Laubengänge erschlossen, im zweiten Obergeschoß gibt es auch eine Brücke zwischen zwei Bauteilen, um die Wege der Bewohner zueinander kurz zu halten. Auffälliges architektonisches Merkmal sind Balkone mit schräg nach vorn gekippten, massiven Betonbrüstungen und verglasten Seitenfronten, die sich von den ansonsten ruhigen Fassaden mit bündig sitzenden, schmalen Alufensterrahmen abheben. Die Ergänzung dieser, dem Internationalen Stil zugerechneten, flächigen Fassaden mit den plastisch überformten, massiven Bauteilen wird als Charakteristikum des Projektes gesehen, von BKK-2 jedoch mit deren Raumempfinden begründet, das etwa durch Balkongeländer gestört wäre. Die Kombination unterschiedlicher Raumhöhen stellt eine Neuinterpretation des Loosschen Raumplans dar. Große, meist hofseitig gelegene Fensterfronten bieten Einblicke in die Wohnungen, die durchaus erwünscht sind, sodass nicht, wie im herkömmlichen, geschlossenen Wohnbau, das Sich-Öffnen eine bewusste Entscheidung ist, sondern der Rückzug.
Zentrale Versorgungsschächte für die Installationen ermöglichen spätere Zusammenlegungen oder Trennungen von Boxen. Die galerieartig angelegten Wohnräume sind teilweise 4,60 m hoch, teilweise zweistöckig, während die Nebenräume mit nur 2,26 m eine recht geringe Höhe aufweisen. Die Ausstattung der Badezimmer ist eher karg, für Wannenbäder kann das hauseigene Badehaus genutzt werden, für das Waschen der Wäsche steht eine Gemeinschafts-Waschküche zur Verfügung. Beheizt wird die Sargfabrik mittels an den Rücklauf der Fernwärme angeschlossene Niedrigtemperatur-Wandheizungen. Ein Dachgarten, der sich in Ruhebereiche, Beete sowie einen alpinen wie pannonischen Steingarten gliedert und auch mit Bäumen bewachsen ist, steht allen Bewohnern offen. In einem begrünten Hinterhof wurde ein Kinderspielplatz eingerichtet. Einen weiteren Eingang gibt es in der Matznergasse 8, an beiden Eingängen befinden sich Metalltore, die jedoch nur nachts und am Wochenende geschlossen werden, da das Areal ansonsten allen Besuchern offensteht.

### Miss Sargfabrik

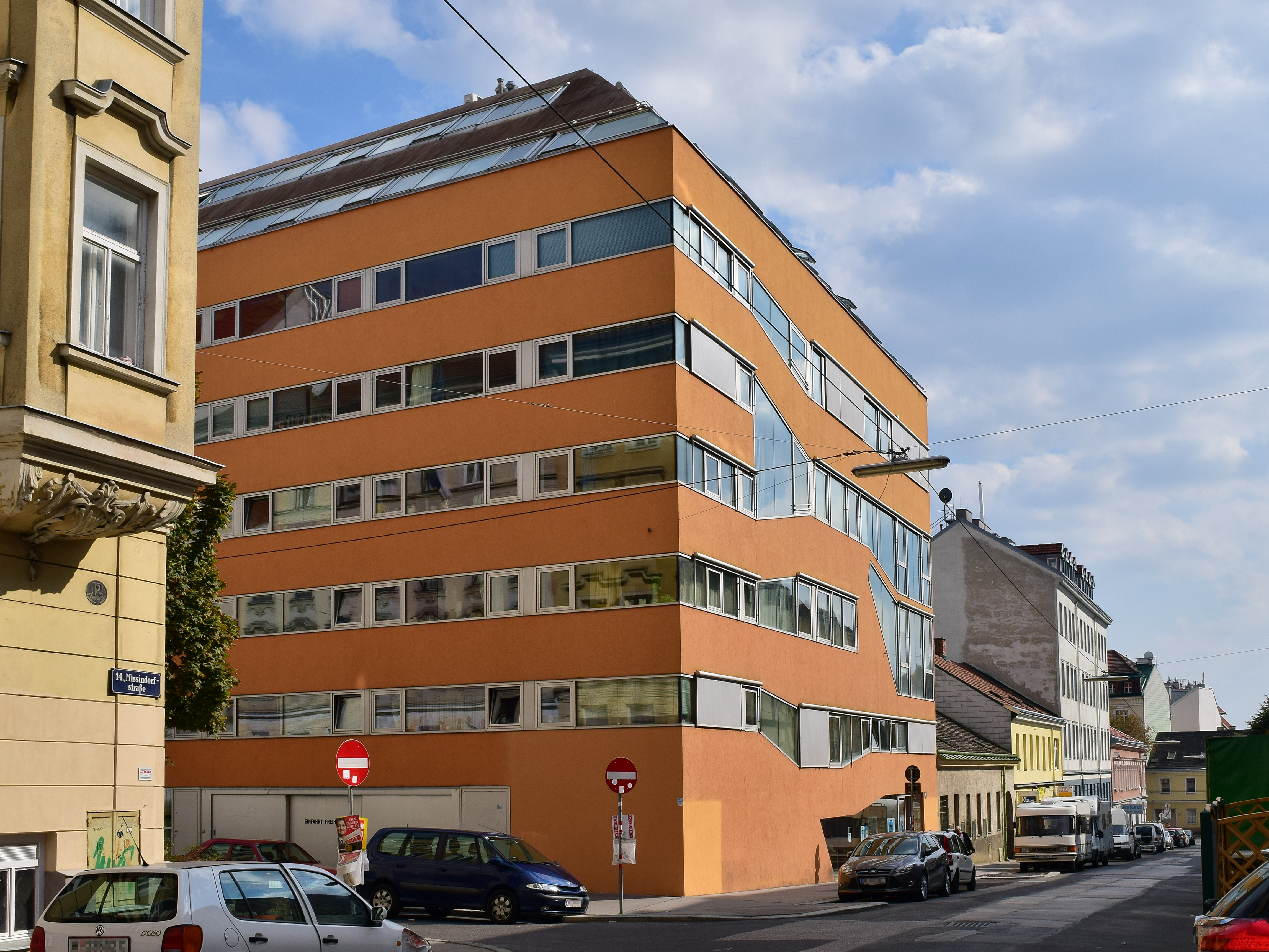
Miss Sargfabrik

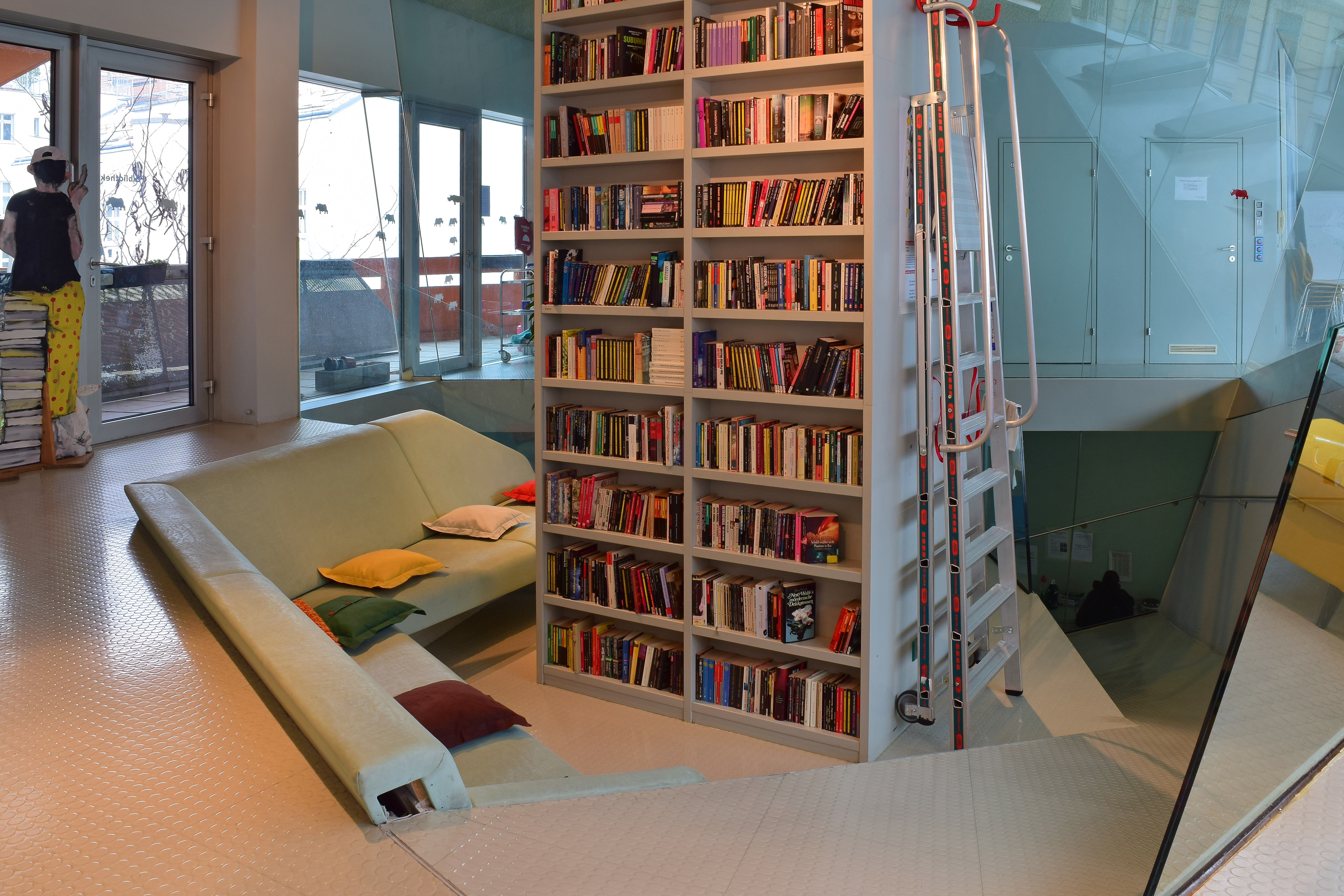
Bibliothek mit gewendelter, steiler Rampe, die als „Bergskulptur“ deklariert ist.

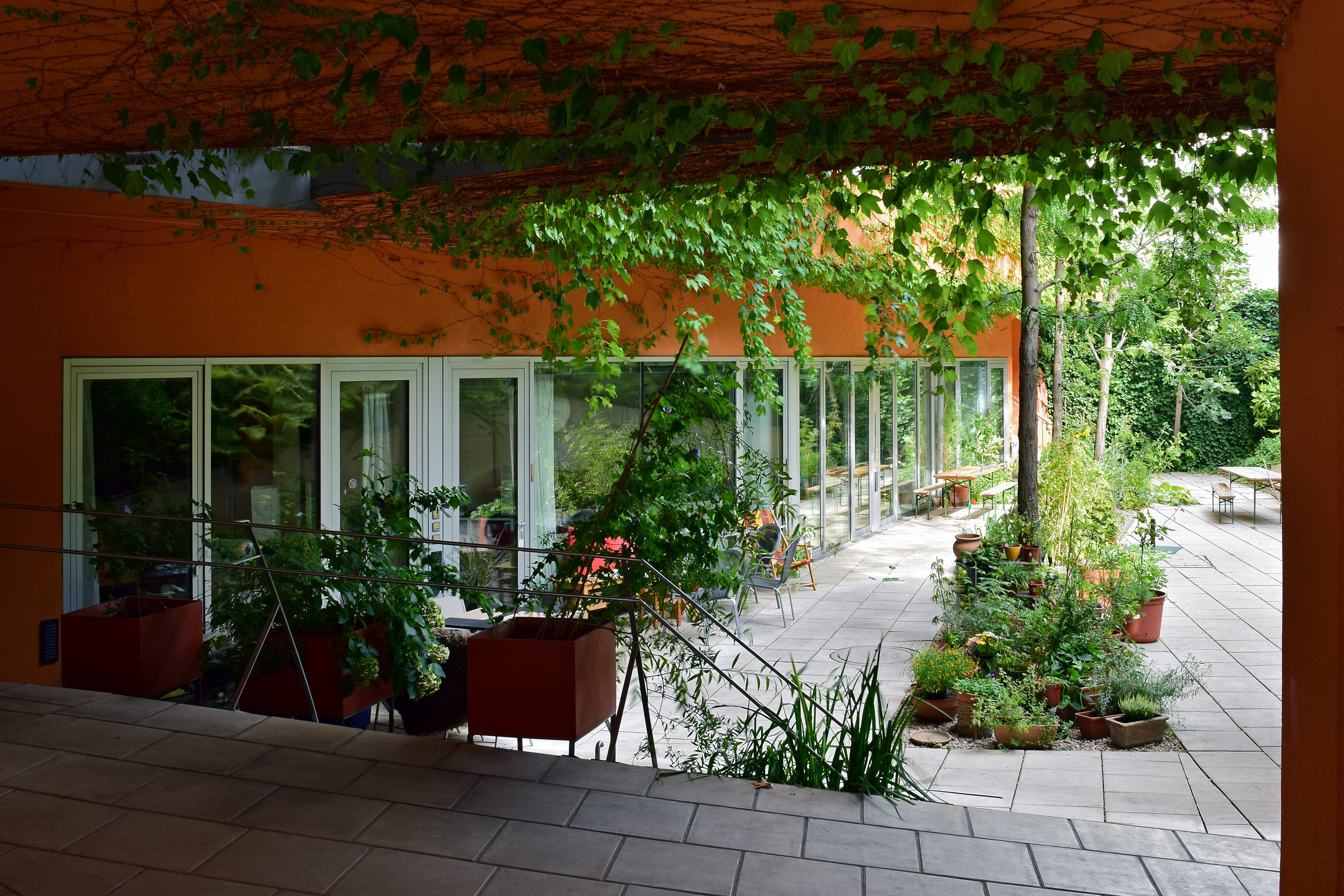
Blick in den Innenhof der Miss

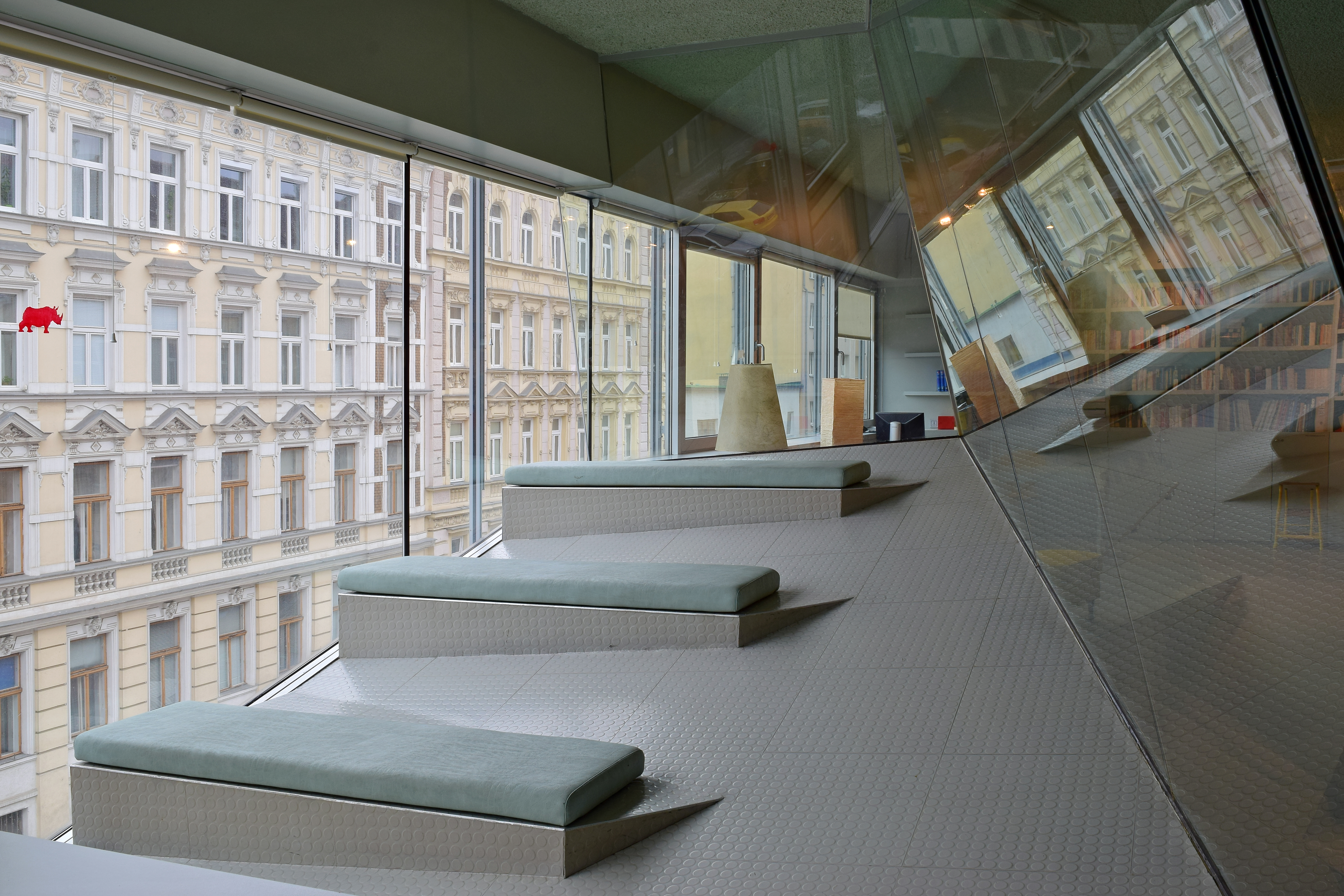
Schräge Ebene neben dem Essplatz der Gemeinschaftsküche, dahinter die Bibliothek durch Glaswände getrennt

Die Miss Sargfabrik (kurz: Miss) wurde auf einem 850 m² großen Grundstück an der Ecke eines zur Sargfabrik benachbarten Gebäudeblocks errichtet. Acht Geschoße bieten eine Gesamtwohnfläche von 2.920 m². Das Konzept der Sargfabrik wurde weitgehend beibehalten, wobei der Schräge hier ein besonderes Gewicht gegeben wurde. Dies zeigt sich sowohl im Grundriss wie im Schnitt, als auch durch geknickte Fensterbänder an der Fassade auf der zur Missindorfstraße gerichteten Front. Die zur Fenzlgasse gewandte Seite des L-förmigen Hauses erscheint durch durchgängige Fensterbänder wie quergestreift. Hofseitig erschließen wie in der Sargfabrik Laubengänge die mit großen Fensterfronten versehenen Wohnungen.
Im Inneren finden sich wiederum unterschiedliche Raumhöhen, die in einzelnen Wohnungen durch schräge Decken und Fußböden, ausgeführt als Rampen oder flache Stiegen, verbunden sind. Vertikal geknickte Wände führen zu unterschiedlichen Wohnungstypen: die introvertierten, mit erweiterter Wohnungsmitte, und die extrovertierten, die sich zur Fassade hin öffnen, wobei keine der 39 Wohneinheiten der anderen gleicht. Etwa die Hälfte der Wohnungen sind Garçonnièren mit rund 40 m², daneben finden sich 70 bis 120 m² große Wohnungen mit zwei bis drei Wohngeschoßen und Galerien. Fünf Maisonetten im Erdgeschoß mit direktem Zugang zur Straße sind für die Verbindung von Arbeit und Wohnen optimiert. Die für alle Bewohner gleich nutzbaren Gemeinschaftseinrichtungen der Sargfabrik wurden in der Miss um einen Clubraum für Jugendliche, eine Bibliothek mit PCs und Internetanschluss, eine Gemeinschaftsküche mit Essbereich und eine Waschküche erweitert. Die Bibliothek ist von zwei Geschoßen aus zugänglich, wobei sie bei Benützung des unteren Zugangs über eine gewendelte und extrem steile Rampe erklommen werden muss. Um für diese von der Baubehörde eine Genehmigung zu bekommen, wurde sie als begehbares Kunstwerk Bergskulptur gewidmet.

## Rechtsform und deren Folgen
Rechtlich gilt die Sargfabrik als Heim (Wohnheim). Durch diesen juristischen Kniff in der Planung musste die in der Wiener Bauordnung vorgeschriebene Mindestraumhöhe für Wohnungen von 2,50 m nicht eingehalten werden – wodurch die teilweise niedrige Raumhöhe von nur 2,26 m erst ermöglicht wurde. Außerdem konnten Förderungen für die zahlreichen Gemeinschaftseinrichtungen in Anspruch genommen werden. Durch den für Heime geltenden, niedrigeren Stellplatzschlüssel (nur ein Autoabstellplatz pro zehn Wohneinheiten) war es möglich, auf den Bau einer Tiefgarage zu verzichten und an deren Stelle das Badehaus zu errichten. Die sieben erforderlichen, in einem Hinterhof ausgewiesenen Parkplätze der Sargfabrik werden  gemäß einer Übereinkunft der Bewohner nicht als solche genutzt, sondern dienen als Spielfläche, die drei in der Miss notwendigen Parkplätze wurden als Carsharing-Plätze eingeplant.

## Der Verein
Der nicht auf Gewinn ausgerichtete Verein für Integrative Lebensgestaltung – VIL ist Eigentümer und Betreiber der Sargfabrik. Vereinsmitglieder sind die Bewohner, die ihre Rechte und Pflichten in einem internen Vertrag regeln. Wichtige Entscheidungen, etwa die Wohnungsvergabe oder das Jahresarbeitsprogramm, werden auf der zweimal jährlich stattfindenden Mitgliederversammlung beschlossen. Neben einer professionellen Geschäftsführung beschäftigt der Verein rund 25 Angestellte. Daneben gibt es ehrenamtliche Helfer, die sich in Gruppen und Initiativen um Teilbereiche des Gemeinschaftslebens kümmern, beispielsweise um das Badehaus, den Spielhof und die Gemeinschaftsbibliothek. Für Konflikte unter den Bewohnern gibt es ein Schiedsgericht, welches sich aus hausfremden Personen zusammensetzt.
Die Mitglieder des Vereins müssen bei Einzug einen Grund- und Eigenmittelanteil übernehmen, der bei Auszug wertgesichert zurückbezahlt wird. Zudem kommen sie anteilig für die laufenden Raten des Wohnbaudarlehens sowie die Betriebskosten auf. Vorübergehende Notlagen einzelner Mitglieder oder einen durch die Rechtsform verursachten Entfall von Unterstützungen wie Wohnbeihilfe gleichen die Bewohner durch einen regelmäßigen Solidarbeitrag aus.

## Integration

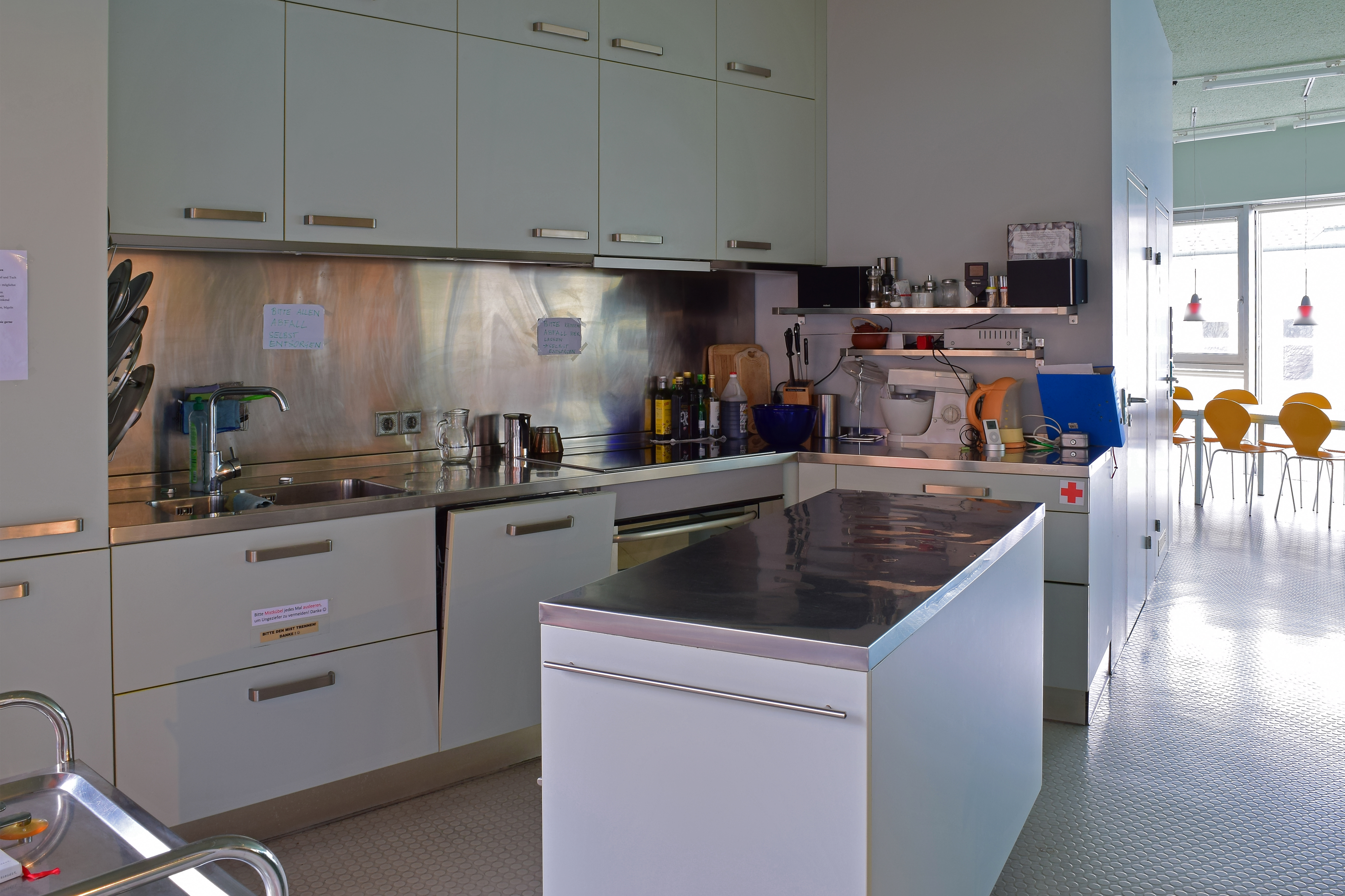
Die Gemeinschaftsküche in der Miss Sargfabrik

Sämtliche Gemeinschaftseinrichtungen sind barrierefrei zu erreichen. Teil des Wohnprojektes sind auch sieben Einzelwohneinheiten und eine Wohngemeinschaft für geistig und körperlich behinderte Menschen, außerdem eine sozialpädagogische Wohngemeinschaft des Amtes für Jugend und Familie der Stadt Wien. Für Menschen mit kurzfristigem Wohnbedarf stehen sieben Wohneinheiten mit befristeten Mietverhältnissen zur Verfügung, zwei davon werden für junge Flüchtlinge verwendet. Insgesamt werden 15 Prozent der Wohnungen gezielt an die genannten Gruppen sowie an alte Menschen vergeben. Nicht nur deshalb zählt die Sargfabrik als beispielhaftes Modell für Generationenwohnen, auch die Gemeinschaftseinrichtungen sind für die Bewertung ein wichtiger Faktor.
Zu den ursprünglichen Integrationswünschen des Vereins zählte auch das Thema Arbeit, jedoch schien dieses Ziel anfangs aufgrund des Status als Heim nicht umsetzbar. Durch Arztpraxen und Selbstständige, Telearbeitsplätze und auf Homeworking ausgelegte große Wohnungen in der Miss, und nicht zuletzt durch die Tatsache, dass die Hälfte der Beschäftigten des Vereins in der Sargfabrik wohnt, konnte auch die Integration von Arbeit verwirklicht werden.

## Gemeinschaftseinrichtungen

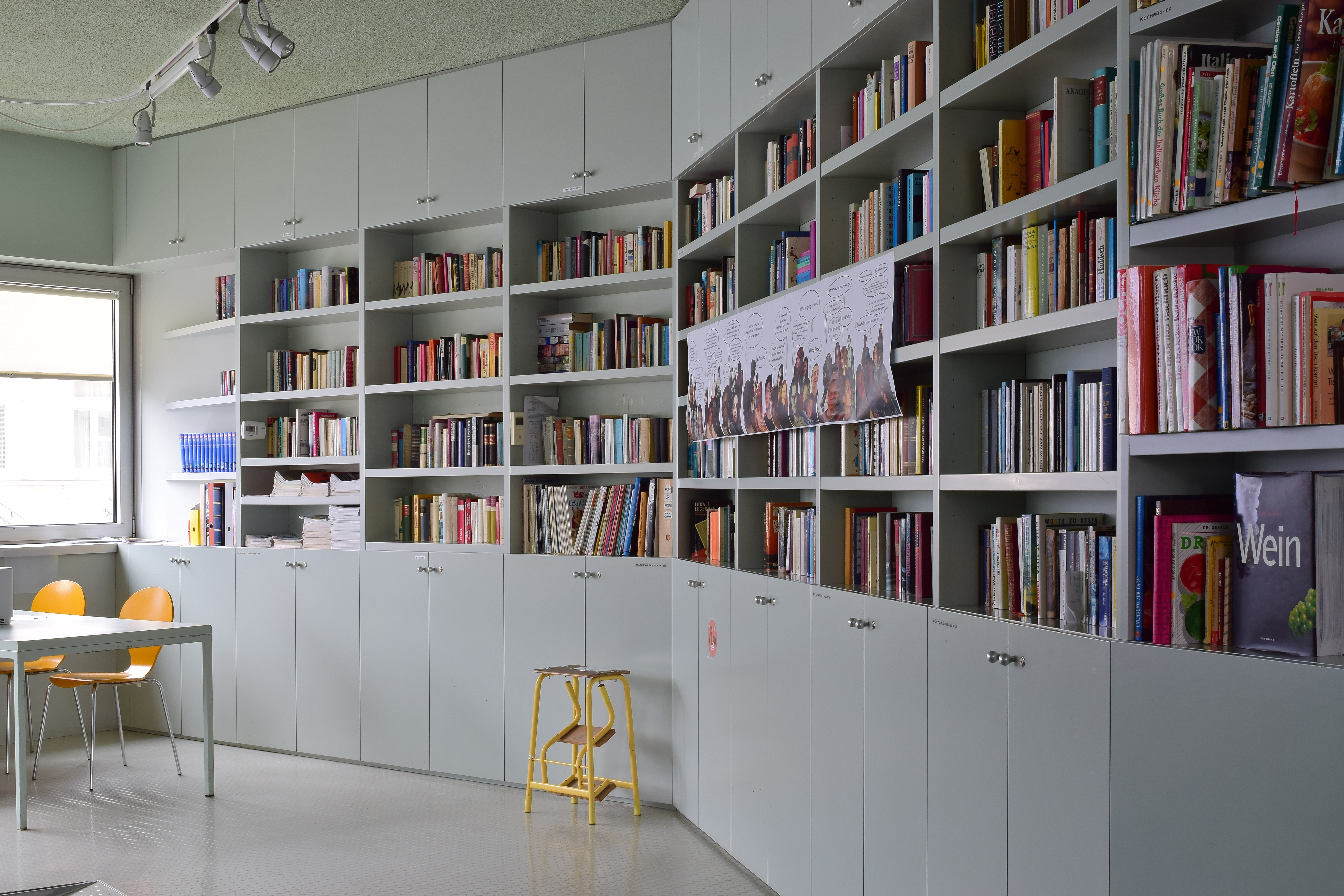
Die Bibliothek in der Miss

Die Gemeinschaftseinrichtungen in der Sargfabrik nehmen insgesamt eine Fläche von etwa 2.000 m² ein, dazu kommen 325 m² in der Miss. Das Badehaus, das Restaurant, das Kulturhaus, das Seminarhaus und der Kindergarten stehen, teilweise eingeschränkt, auch für Außenstehende offen. Darüber hinaus gibt es, für die Bewohner beider Bauteile gleichermaßen nutzbar, eine Gemeinschaftsküche mit Essplatz, eine Bibliothek mit Lese- und Medienraum, Waschküchen, Fahrradabstellraum, eine Werkstatt sowie einen Clubraum, der vorwiegend für Jugendliche gedacht ist und auch als Proberaum für die aus Jugendlichen bestehende und von Georg "Schurli" Graf geleiteten Bigband, den Crazy Coffins, dient.

### Badehaus

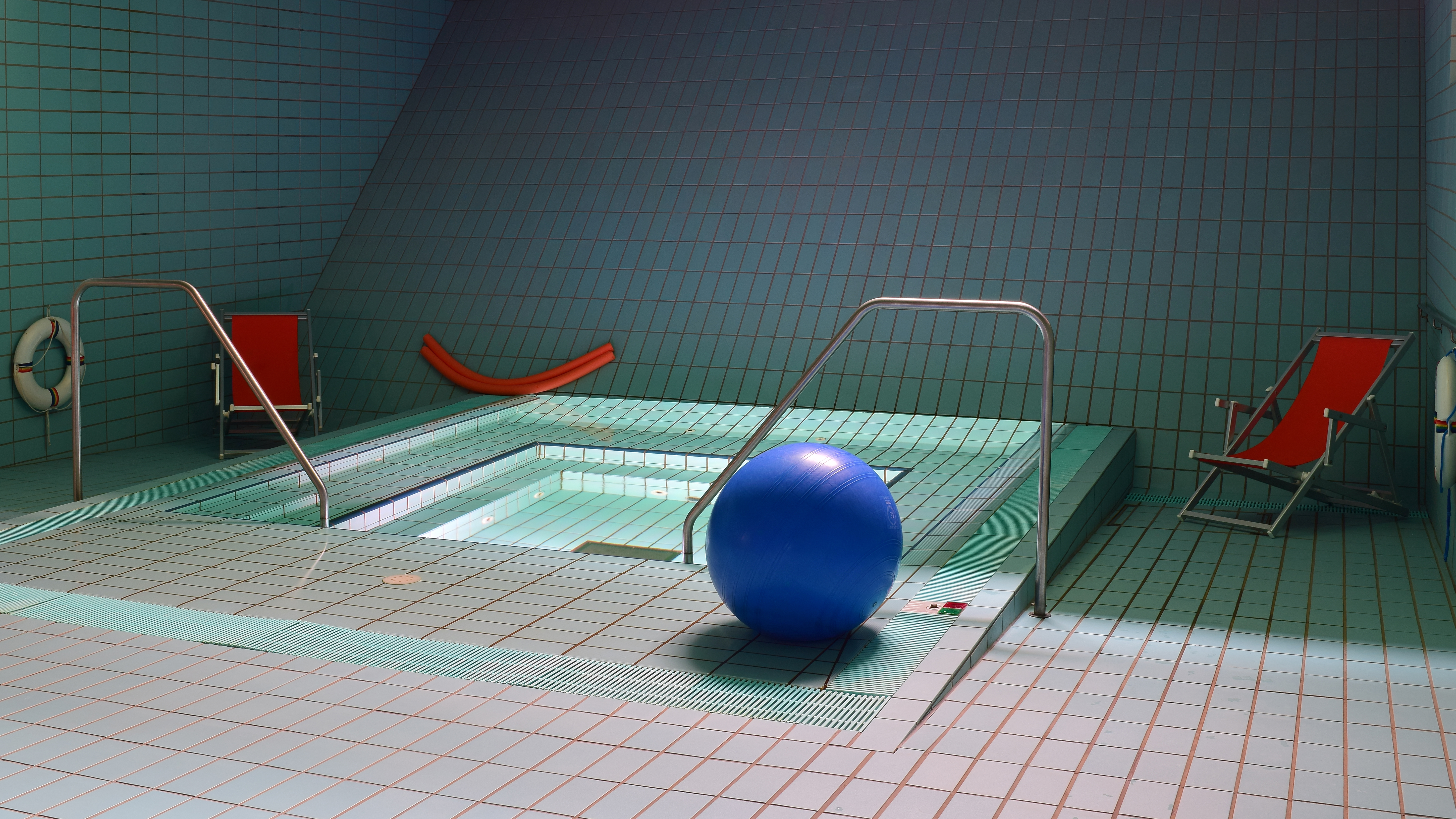
Der Whirlpool im Badehaus

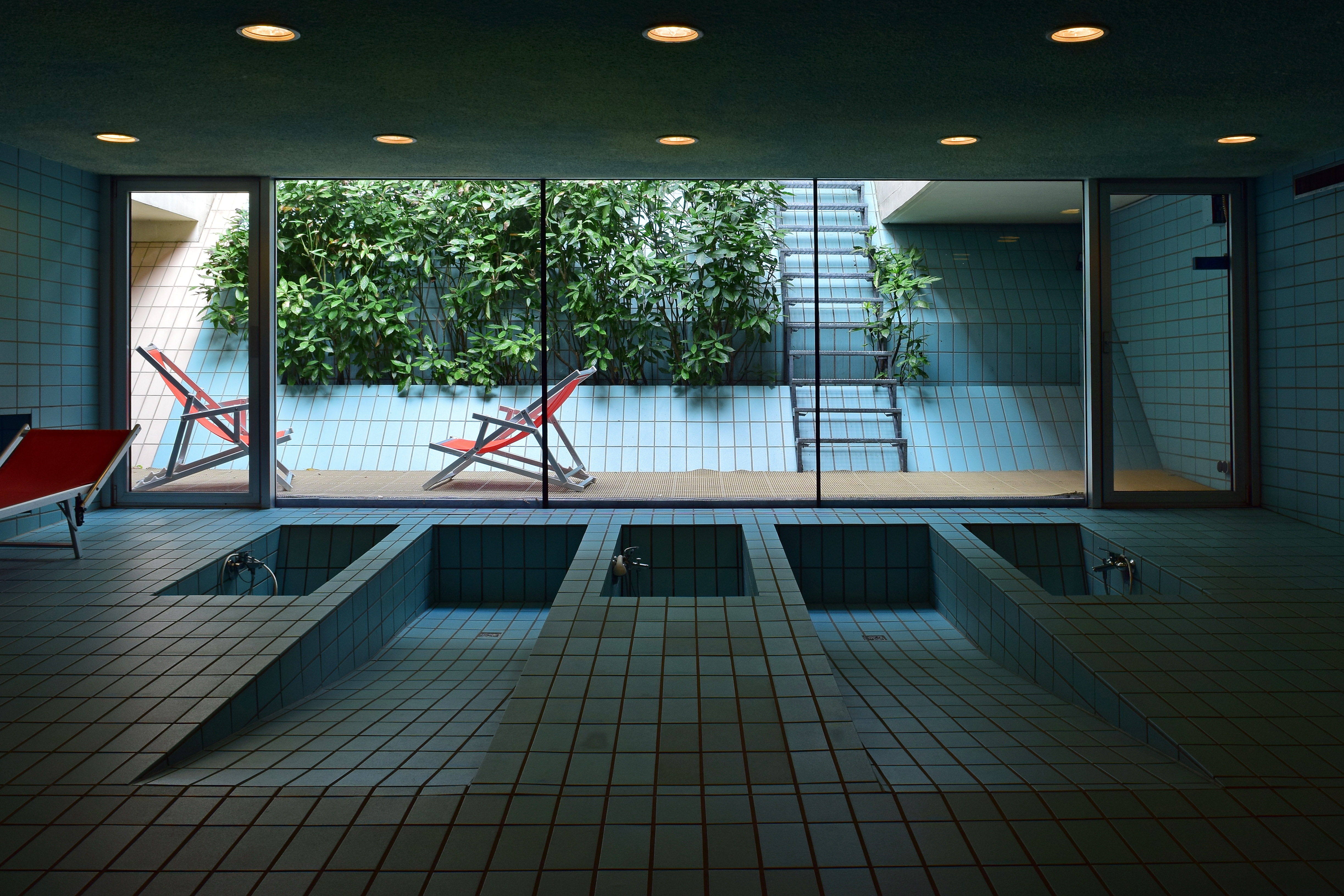
Blick zum Freiluftbereich des Badehauses, davor (links, rechts und in der Mitte) die Wannenbäder

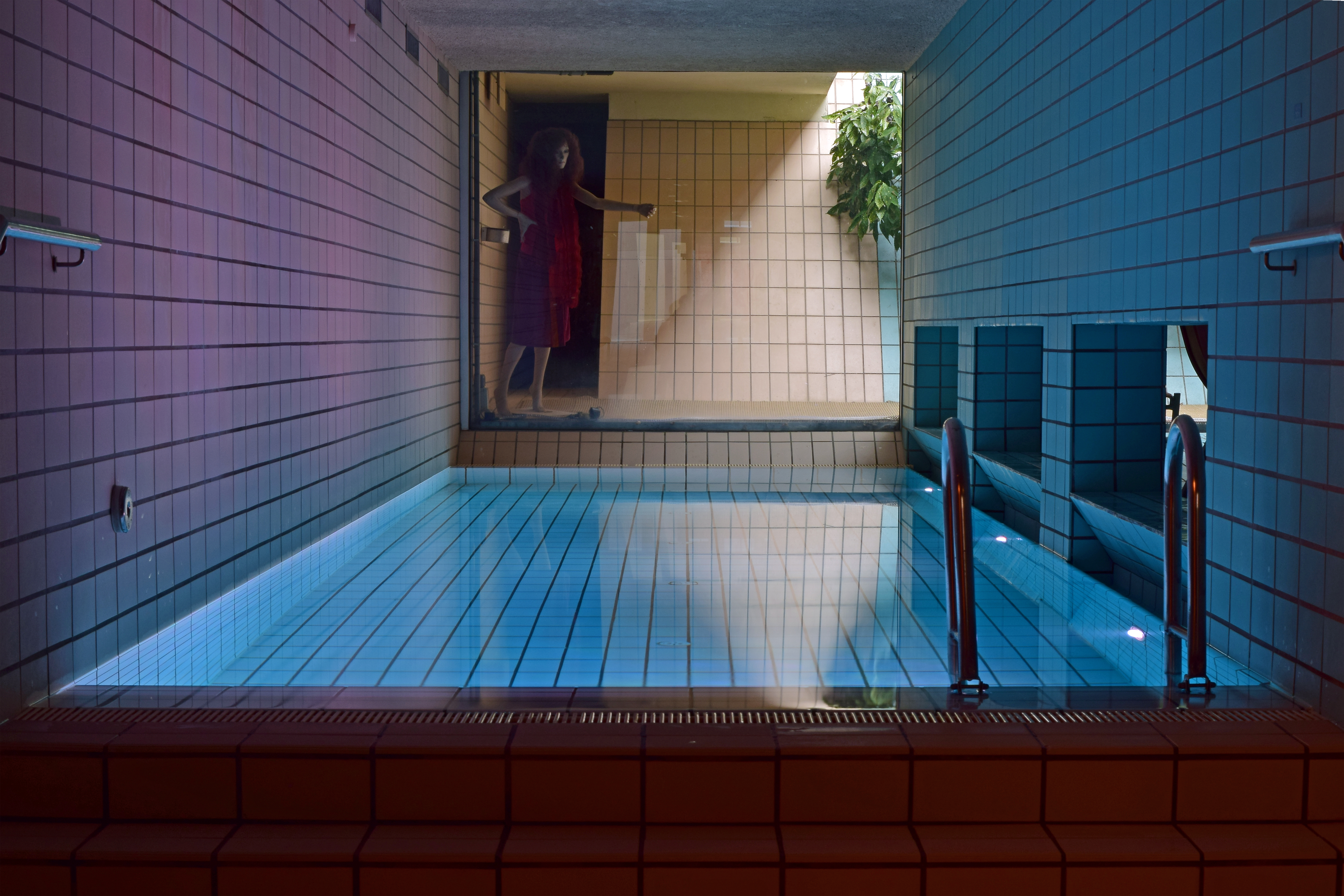
Schwimmkanal mit Gegenstromanlage

Während der Planungsphase beschäftigten sich interessierte Vereinsmitglieder intensiv mit dem Thema Badekultur. Dabei arbeiteten sie mit dem Wiener Künstler und Architekten Gustav Deutsch zusammen, der mit ihnen im Frühjahr 1991 mehrere Veranstaltungen unter dem Titel Waschen und Baden ‒ Aktionen + Gespräche von + mit Gustav Deutsch durchführte. So wurde in der Maschinenhalle der alten Sargfabrik ein oktogonaler Raum aus Holz und Kunststoff errichtet, in dem Fußwaschungen und Gespräche stattfanden. Ein Wiener Tröpferlbad, das Lukács-Bad und die Trinkhalle in Budapest waren Ziele von Exkursionen und schließlich wurde im Irenental eine Schwitzhütte mit Feuerstelle gebaut und ausprobiert. Der künstlerisch-körperlichen Auseinandersetzung folgte die ökonomisch-kalkulatorische und schließlich die Festlegung auf eine von zwei durchgerechneten Varianten, die im Großen und Ganzen bereits dem heutigen Bad mit seiner halböffentlichen Nutzung entsprach.
Das Badehaus liegt im Untergeschoß der Sargfabrik und besteht auf einer Fläche von 350 m² aus einem Whirlpool, einem Schwimmbecken mit Gegenstromanlage, einer finnischen Sauna mit kaltem Tauchbecken, einem römischen Tepidarium, drei Becken für Wannenbäder, Ruhebereichen, Garderoben, Duschen und WCs und einem kleinen Freiluftbereich. Außerdem wurde ein 70 m² großer Kellerbereich als Clubraum angeschlossen. Das Wasser wird über eine Solaranlage auf dem Dach erwärmt. Es steht den Nutzern frei, ob sie nackt oder in Badebekleidung baden wollen.

#### Arten der Nutzung
- Badeclub: Die Öffnung des Bades für Außenstehende erfolgte im Herbst 1997. Damals gab es zunächst 20 Badehaus-Schlüssel für Externe, inzwischen werden bis zu 450 Badeclubmitglieder aufgenommen. Diese haben, mit Ausnahme weniger Veranstaltungen, genauso wie die Bewohner 24 Stunden am Tag mit eigenem Schlüssel Zugang zum Bad. Um Badeclubmitglied zu werden, muss eine etwa zweistündige Einschulung absolviert werden, im Zuge derer die technische Bedienung und administrative Abläufe erklärt werden, aber auch der Geist der Sargfabrik und die Eigen- und Mitverantwortlichkeit der Clubmitglieder bezüglich Anlage und sozialem Klima besprochen werden. Am Ende der Einschulung steht eine Art Aufnahmeritual: Durch Ablegen des sogenannten Badeschwures und das Zu-Wasser-Lassen einer Totem-Muschel werden die neuen Clubmitglieder als Badegeselle oder Badegesellin aufgenommen. Neben einem Clubbeitrag und einer Schlüsselkaution ist zusätzlich auch ein nutzungsabhängiger Beitrag zu bezahlen.[23][22]
- Veranstaltungen: Regelmäßig werden Bade-Events organisiert, die von Außenstehenden auch ohne Clubmitgliedschaft besucht werden können. Einmal monatlich findet der public friday statt, in dessen Rahmen auch die Einschulungen für Clubmitglieder abgehalten werden, sofern Plätze frei sind. Mittwochs kann im public bath house zu klassischer Musik gebadet werden. Venus im Bade ist ein „Wohlfühlnachmittag für Frauen“, bei dem auch Massagen und Fußpflege angeboten werden, und beim Orientalischen Badeabend für Frauen geht es bei Kerzenschein, Musik und verschiedenen Düften um Entspannung und Pflege. Entspannte Atmosphäre war auch bei den Badefreuden für schwule Männer angesagt, die sich in der Wiener Schwulencommunity vom Geheimtipp zum Fixpunkt etabliert hatten.[24][25]
- Vermietung: Das Badehaus kann für private Veranstaltungen auch gemietet werden.[26]
- Babyschwimmen: In Kooperation mit einer Schwimmschule finden Babyschwimmkurse in Kleingruppen von bis zu fünf Babys im Alter von acht Wochen bis zweieinhalb Jahren statt.[27]

### Kinderhaus
Mit Eröffnung der Sargfabrik als kleine Kindergruppe begonnen, steht das reformpädagogisch mit montessorischem Konzept und Material geführte Kinderhaus heute auch auswärtigen Kindern als Kindergarten oder Hort offen. Rund 60 Kinder von zwei bis zehn Jahren werden von sechs Pädagogen und drei Helfern betreut. Kinder, deren Muttersprache nicht Deutsch ist, finden in dem mehrsprachigen Betreuungsteam muttersprachliche Ansprechpersonen. Die Räumlichkeiten sind auf zwei Wohnungen von 180 und 60 m² aufgeteilt, wobei es in jeder Gruppe auch einen eigenen Bereich für Vorschulkinder gibt. Als Freiflächen nutzen sie den Spielplatz und den Dachgarten der Sargfabrik, einen eigenen Sandplatzbereich und eine kleine Terrassenlandschaft, zusätzlich gibt es wöchentlich einen Waldtag. Auch das Badehaus wird regelmäßig besucht, der Seminarraum dient als Turnsaal und im Kulturhaus werden Kindertheatervorstellungen besucht. Neben Festen und Ausflügen sind beispielsweise ein bis zu drei Monate dauernder spielzeugfreier Kindergarten und eine Waldwoche Fixpunkte im Jahresablauf.

### Seminarhaus
Der helle, mit Parkettboden ausgestattete Seminarraum ist 104 m² groß und kann durch eine flexible Wand in der Mitte in zwei Räume geteilt werden. Davor liegt ein 20 m² großes Foyer. Der Seminarraum ist für Seminare, Tagungen und Workshops mit bis zu 80 Teilnehmern geeignet, wird aber auch für Bewegungs- und Therapieveranstaltungen sowie körperorientierte Workshops verwendet. Er wird sowohl für hausinterne Veranstaltungen benützt als auch an Außenstehende vermietet. Neben der für Seminare und Tagungen üblichen technischen Ausstattung wie etwa Overhead-Projektor, Flipcharts, Pinnwänden und Whiteboard, Videobeamer, DVD-Recorder und TV-Gerät, die teilweise im Mietpreis inbegriffen sind, teilweise gegen Aufpreis vermietet werden, stehen auch Gymnastikmatten für körperliche Aktivitäten und Galerieschienen für Ausstellungen zur Verfügung. Die Versorgung der Teilnehmer kann über das gegenüberliegende Café-Restaurant der Sargfabrik erfolgen oder selbst organisiert werden, wofür auch eine Teeküche zur Verfügung steht.

### Restaurant

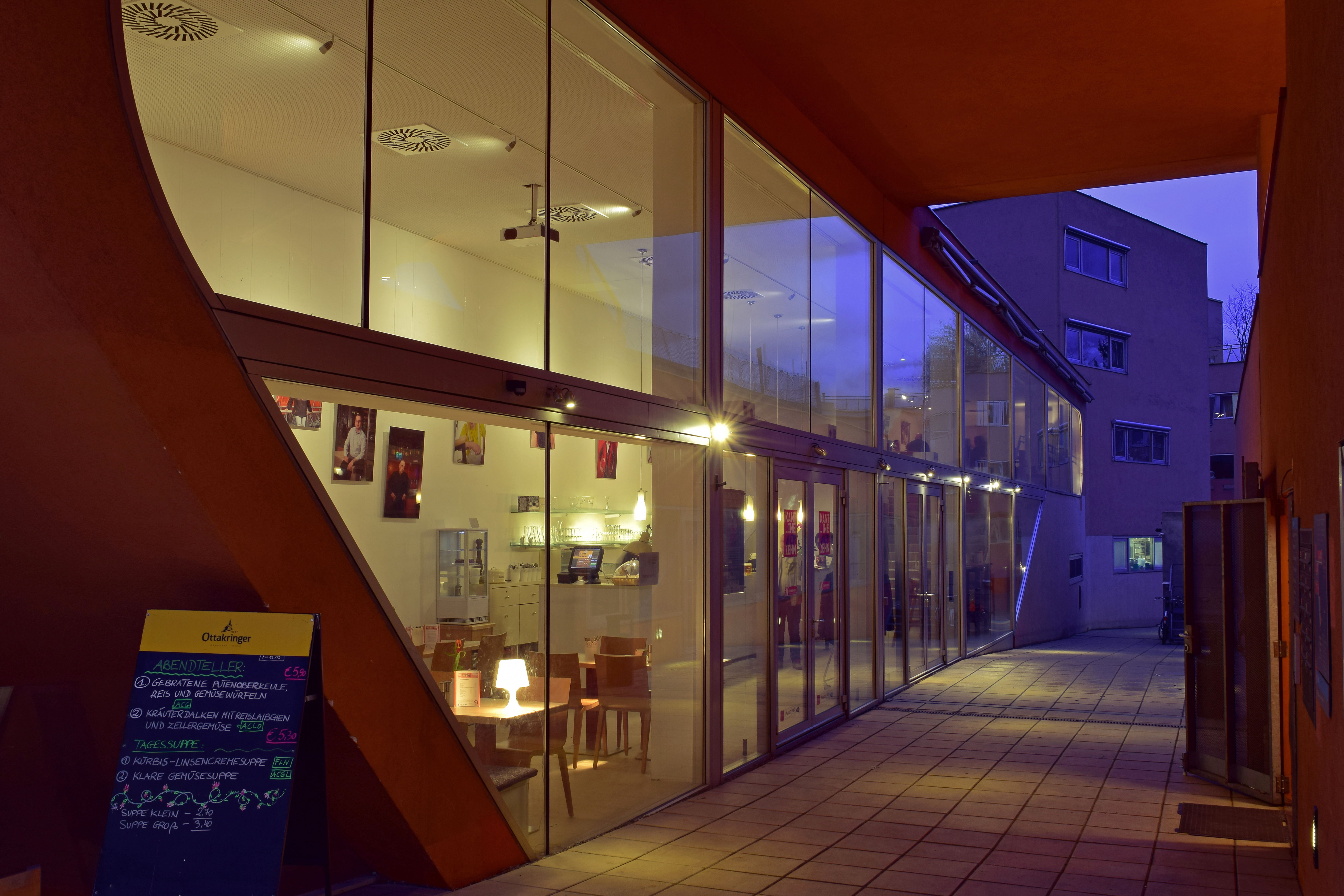
Das Restaurant Kant_ine Vier Zehn

Von Anfang an wurde das Restaurant aus steuerrechtlichen Gründen an externe Betreiber verpachtet. Seit Juli 2015 wird es als Kant_ine Vier Zehn vom sozialökonomischen Beschäftigungsprojekt „Die Kümmerei“ der Job-TransFair GmbH betrieben, die am Arbeitsmarkt benachteiligte Menschen bei ihrem beruflichen Neustart unterstützt. Daher sind alle 15 Arbeitsplätze in der Kant_ine Vier Zehn mit über 50-Jährigen besetzt. Restaurantleiterin ist Manon Neuer, die Erfahrung in der gehobenen Hotellerie hat, Wert auf regional und saisonal verfügbare Bio-Lebensmittel legt und auf Geschmacksverstärker und Convenience-Produkte verzichtet. Geöffnet ist wochentags von 9 bis 22 Uhr, Mittagsmenüs gibt es sowohl mit Fleisch als auch vegetarisch. Daneben sorgt die Kant_ine Vier Zehn auch für die Verpflegung der Kinder des Kinderhauses und der Besucher von Veranstaltungen des Kulturhauses.

### Kulturhaus
Das Kulturhaus besteht aus einem 150 m² großen Veranstaltungssaal für 120 bis 300 Besucher, einem 165 m² großen Foyer mit Bar und einer Künstlergarderobe. Wie die übrigen Einrichtungen der Sargfabrik ist es mit Rollstuhl erreichbar. Es finden darin vom VIL organisierte Konzerte, Tanzveranstaltungen und Kindertheateraufführungen statt, ebenso kann es für private oder Firmenfeste gemietet werden.

#### Musik

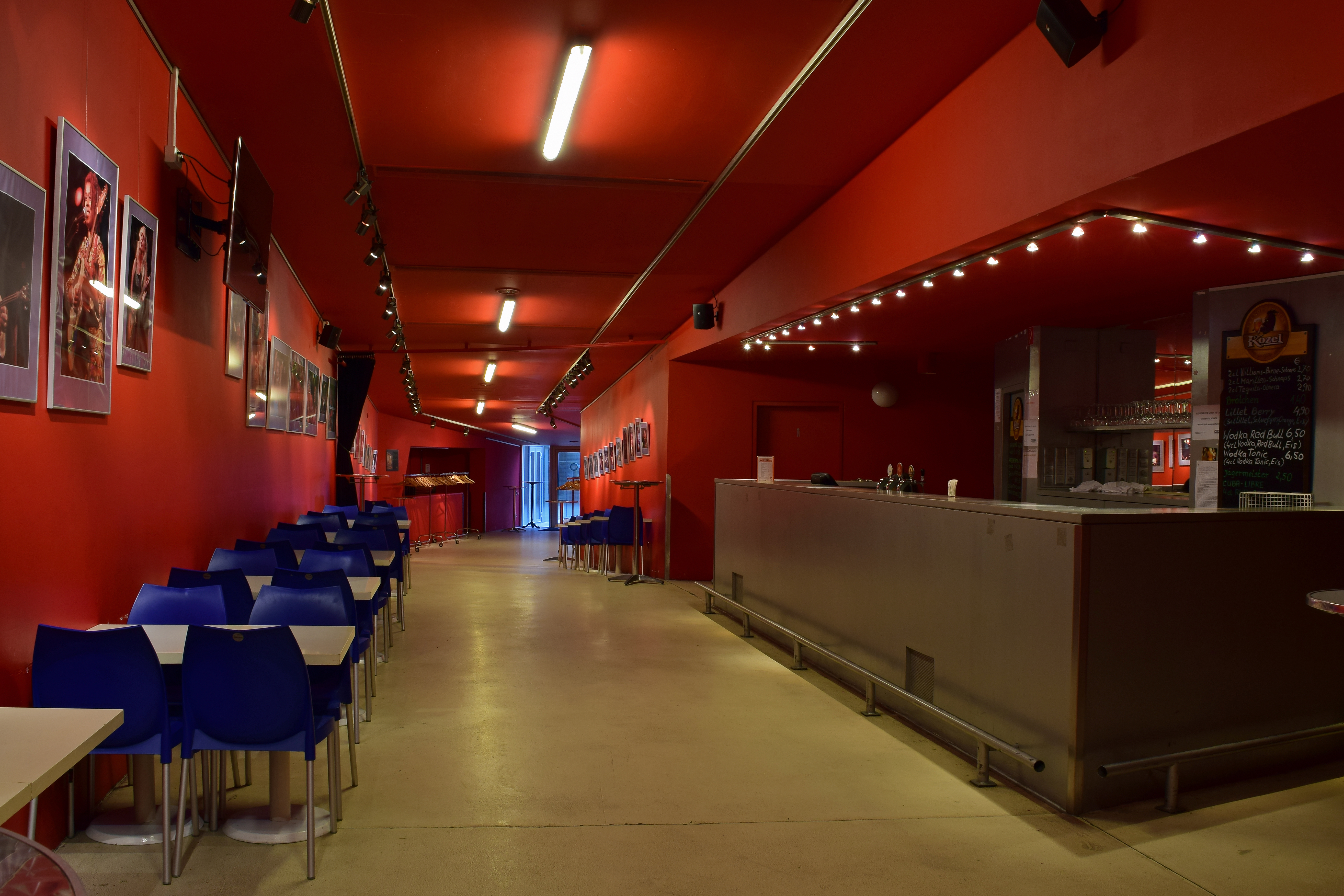
Das Foyer des Kulturhauses

Die Sargfabrik ist in der Wiener Kulturszene bekannt als Veranstalter für Konzerte der Genres Jazz, Weltmusik, Singer-Songwriter und Volksmusik unterschiedlicher Kulturen. International erfolgreiche Musiker treten ebenso auf wie angehende Stars, von denen manche ihre Österreich-Premieren in der Sargfabrik hatten. Neben der sargfabrikeigenen Reihe Klangwelten gibt es auch einzelne von der Kant_ine Vier Zehn organisierte Konzerte der Reihe Kant_ine spielt auf. Darüber hinaus werden von der Sargfabrik auch Feste veranstaltet, wie etwa der jährlich im Jänner stattfindende Ball der Sargfabrik, bei dem auch die in der Sargfabrik gegründete Bigband mit Youngstars, Crazy Coffins, auftritt. Zudem bringen diverse Festivals, wie das Akkordeonfestival, das KlezMore Festival, Salem Orient oder Balkanfever, Konzerte in die Sargfabrik.
Angeboten werden neben Karten für einzelne der jährlich rund 120 Konzerte auch verschiedene Abonnements. Diese sind entweder thematisch zusammengestellt (Global Vibes, Keep Swinging, Lokal Kolorit, Crossing Europe, Simply more than jazz, Songs and beyond, Streichertöne und Fundstücke für Seltsames, Rares, Unklassifizierbares) oder Freie-Wahl-Abos mit unterschiedlich vielen Konzerten bis zur Abo-Card für sämtliche Konzerte der Sargfabrik-Reihe Klangwelten.
In Kooperation mit dem in der Nachbarschaft beheimateten Fernsehsender Okto werden ausgewählte Konzerte samt vorangestelltem Interview mit den Künstlern aufgezeichnet und übertragen. Die Aufzeichnungen können in der Oktothek angesehen werden.

#### Kinderkultur
Für Kinder bietet die Sargfabrik einmal wöchentlich, meistens mittwochs, Kindertheater-Vorstellungen an, deren Zielgruppe vor allem Kindergärten und Schulen sind. Verschiedene Kindertheatergruppen aus Wien und Umgebung spielen ihre Stücke auf der Bühne des Kulturhauses. Darunter sind zum Beispiel das Schmetterlinge-Kindertheater, welches vertonte Geschichten von Mira Lobe, Christine Nöstlinger und Anderen spielt, das Kindertheater Lilarum, ein Figurentheater mit Hand- und Stabpuppen oder das Theater im Ohrensessel, das sich bekannten Märchen und Geschichten in Form eines Erzähl- und Figurentheaters verschrieben hat.

## Rezeption
Die Sargfabrik wurde in in- und ausländischen Architekturführern als Vorzeigeprojekt innovativen Wohnbaus vorgestellt. Neben der Architektur und den integrativen Komponenten wird vor allem die Mitbestimmung der zukünftigen Bewohner bereits in der Planungsphase als positiv hervorgehoben. Sie gilt als die „Mutter“ aller Wohnprojekte in Wien. Auch heute noch, mehr als 20 Jahre nach der Eröffnung, kommen Experten wie auch architekturinteressierte Laien, um Sargfabrik und Miss bei Führungen genauer kennenzulernen.

## Auszeichnungen
- 1996: Adolf Loos-Architekturpreis für Wohnbauten (Sargfabrik)
- 1996: Österreichischer Bauherrenpreis 1996 (Sargfabrik)
- 2001: Architekturpreis der österreichischen Zementindustrie (Miss Sargfabrik)
- 2002: Förderungspreis für Baukunst: Berliner Kunstpreis der Akademie der Künste in Berlin (Miss Sargfabrik)